# Seichbergloch

Der Gamserrugg

Das Seichbergloch ist die tiefste Karsthöhle der Churfirsten- und Alvierkette im Kanton St. Gallen in der Schweiz.
Die Höhle befindet sich in der Nordflanke des Gamserrugg, und der Höhleneingang liegt auf 1475 m ü. M. in einer kleinen Doline mitten im Skigebiet von Wildhaus.
Die Höhle ist von grossem morphologischem Interesse. Sie verläuft entlang der Grenze von Seewerkalk / Garschellaschichten bis in eine Tiefe von über 590 Meter. Im Seichbergloch wird noch geforscht. Die Forschungen werden von der Ostschweizerischen Gesellschaft für Höhlenforschung koordiniert.
Die Höhle hat eine vermessene Länge von 2'749 Metern und führt in eine Tiefe von 594 Meter.